# Coupe du monde d'escrime 2016-2017
Navigation
Édition précédente Édition suivante
La coupe du monde d'escrime 2016-2017 est la 46e édition de la coupe du monde d'escrime, compétition d'escrime organisée annuellement par la Fédération internationale d'escrime.

## Distribution des points
Les compétitions du calendrier se divisent en cinq catégories. Toutes rapportent des points comptant pour la coupe du monde selon un coefficient préétabli : coefficient 1 pour les épreuves de coupe du monde, coefficient 1,5 pour les grands prix et championnats de zone et coefficient 2,5 pour les championnats du monde. Les tournois satellite, destinés à familiariser de jeunes tireurs avec les compétitions internationales, rapportent peu de points.

### Individuel
| Rang                                 | 1er | 2e | 3e | 5e à 8e | 9e à 16e | 17e à 32e | 33e à 64e |
| ------------------------------------ | --- | -- | -- | ------- | -------- | --------- | --------- |
| Championnats du monde                | 80  | 65 | 50 | 35      | 20       | 10        | 5         |
| Championnats continentaux Grand Prix | 48  | 39 | 30 | 21      | 12       | 6         | 3         |
| Coupe du monde                       | 32  | 26 | 20 | 14      | 8        | 4         | 2         |
| Satellite                            | 4   | 3  | 2  | 1       | 0        | 0         | 0         |

### Par équipes
Le partage des points est le même pour toutes les compétitions par équipes, sauf pour les championnats du monde qui rapportent le double.
| Rang                                     | 1er | 2e  | 3e | 4e | 5e | 6e | 7e | 8e | 9e | 10e | 11e | 12e | 13e | 14e | 15e | 16e | 17e à 32e |
| ---------------------------------------- | --- | --- | -- | -- | -- | -- | -- | -- | -- | --- | --- | --- | --- | --- | --- | --- | --------- |
| Championnats du monde                    | 128 | 104 | 80 | 72 | 64 | 60 | 56 | 52 | 50 | 48  | 46  | 44  | 42  | 40  | 38  | 36  | 16        |
| Championnats continentaux Coupe du monde | 64  | 52  | 40 | 36 | 32 | 30 | 28 | 26 | 25 | 24  | 23  | 22  | 21  | 20  | 19  | 18  | 8         |

## Faits notoires

### Modification du règlement du sabre
Suivant un vote effectué lors de son congrès annuel de 2015, à Guangzhou, la FIE annonce qu'au cours du début de la saison, entre les épreuves de coupe du monde junior de San José et le Grand Prix de Cancún, une nouvelle règle sera expérimentée au sabre : les tireurs ne prendront plus position derrière la ligne de mise en garde, mais devant, le pied arrière sur leurs lignes respectives, séparés d'une distance d'un mètre. L'essai vise à augmenter la qualité du spectacle proposé en réduisant le nombre d'actions simultanées, rendant le sabre plus attractif et plus compréhensible pour le grand public. Cette règle provisoire pourrait être reconduite après Cancún, suivant les résultats, et donc être utilisée toute la saison, modifiant grandement la pratique de cette arme.
Après cette période d'essai, la FIE décide de prolonger les tests sur la mise en garde des sabreurs jusqu'au 28 février 2017. Toutefois, lors de l'étape féminine de New York, en janvier 2017, les sabreuses prennent de nouveau leur position de garde les deux pieds derrière la ligne de mise en garde. La règle est ensuite définitivement abandonnée le 17 février 2017 et l'article t.17 relatif au placement des tireurs en garde est rétabli avec effet immédiat pour les seniors, en fin de saison pour les juniors et cadets.

### Changements dans le calendrier
La nouvelle saison comporte plusieurs modifications dans le calendrier. Les Grand Prix de La Havane (fleuret), Boston (sabre) et Rio de Janeiro (épée) sont transférés respectivement à Long Beach, Cancún et Bogota.
Pour les hommes, l'étape de coupe du monde de fleuret de San José est transférée au Caire, celle de sabre de Tbilissi passe à Dakar tandis que le Jockey Club Argentino de Buenos Aires, tournoi d'épée, revient au calendrier aux dépens du Glaive de Tallinn. Dans le calendrier féminin, Caracas (sabre) est transféré à Tunis, et trois tournois d'épée changent de localisation. L'étape chinoise de Nanjing demeure en Chine, mais dans la ville proche de Suzhou, Tallinn récupère l'une des deux étapes de coupe du monde de Legnano et Rio de Janeiro reprend l'épreuve de Buenos Aires.
En résumé, le calendrier se déploie vers le continent africain, qui organisera trois tournois de plus que la saison précédente, essentiellement aux dépens de l'Europe, qui en perd deux. Malgré d'importants mouvements sur le continent américain, le compte reste sensiblement le même (seulement un tournoi de moins). Le nombre de tournois de la zone Asie/Océanie est stable.

### Déroulement de la saison

#### Changements de numéros un mondiaux
- À l'épée dames, Tatiana Logunova, quatrième de la saison précédente, s'empare de la première place mondiale en remportant la première étape de la coupe du monde à Tallinn. Elle est ensuite remplacée par la Tunisienne Sarra Besbes, gagnante au Grand Prix de Doha. Le 29 mai, Emese Szász prend la place de leader à la Tunisienne, absente du Grand Prix de Bogotà.
- Également à Tallinn, l'équipe d'Estonie devient no 1 mondiale en remportant le trophée. L'équipe de Chine, victorieuse à deux reprises consécutives, reprend les devants après le tournoi de Legnano.
- À l'épée messieurs, le jeune champion olympique Park Sang-young détrône Gauthier Grumier, retraité, en tête du classement général à l'épée, à la suite de sa victoire au Jockey Club Argentino. À l'issue des championnats de zone, Yannick Borel, qui a conservé son titre européen, prend la place du Coréen.
- Au fleuret dames, Arianna Errigo cède sa place de no 1 mondiale à Lee Kiefer, après la victoire de cette dernière à Long Beach. Plus tard, c'est Inna Deriglazova, tenante du titre, qui reprend les commandes du classement mondial après sa finale perdue à Shanghai.
- Invaincue après quatre tournois, l'Italie prend la place de no 1 mondiale à l'équipe de Russie en remportant le tournoi de Gdańsk.
- Au fleuret messieurs, le champion olympique Daniele Garozzo prend, pour deux points, la tête du classement devant Alexander Massialas, finaliste à Rio de Janeiro et qui tenait la tête du classement depuis le début de la saison, en devenant champion d'Europe. L'Italien devra espérer une défaillance de son adversaire aux championnats du monde pour conserver cette première place.
- Vainqueur lors de l'épreuve de Saint-Pétersbourg, l'équipe de France de fleuret hommes passe en tête du classement mondial.
- Au sabre dames, Yana Egorian remplace sa compatriote Sofia Velikaïa, absente, en remportant le Grand Prix de Cancún.
- Au sabre messieurs, Kim Jung-hwan est rejoint en tête du classement à égalité de points par Áron Szilágyi, le double champion olympique en titre. Ce dernier se détache seul en tête après les championnats d'Europe.
- Dans la même arme, l'équipe italienne, disputant sa quatrième finale de la saison, passe devant la Russie au classement mondial après l'étape de Varsovie.

#### Divers
- L'Iran signe une première victoire par équipes en coupe du monde à Dakar après avoir battu les États-Unis, la Corée du Sud et l'Italie, trois poids lourds du sabre.
- Comme prévu avant les Jeux olympiques, la no 1 mondiale de fleuret, Arianna Errigo, tentera de doubler cette année au fleuret et au sabre. Sa première apparition en tenue de sabreuse est prévue le 18 novembre 2016, à Orléans.
- Premières victoires en coupe du monde pour Nikita Glazkov (Berne), Anna van Brummen (Suzhou), Manon Brunet (Orléans), Alessio Foconi (Turin), Oh Sang-uk (Györ), Svetlana Tripapina (Gdańsk), András Szatmári (Padoue), Daniele Garozzo (Saint-Pétersbourg), Kristina Kuusk (Rio de Janeiro), Max Hartung (Madrid) et Charlotte Lembach (Moscou).

## Calendrier

### Messieurs
| Légende | Abrégé | Catégorie            |
|         | ChM    | Championnat du monde |
|         | ChZ    | Championnat de zone  |
|         | GP     | Grand Prix           |
|         | CoM    | Coupe du monde       |
|         | Sat.   | Tournoi satellite    |

| Date       | Nom et lieu du tournoi                         | Cat. | Arme    | Type | Vainqueur                    | Finaliste             | Troisièmes                                        |
| ---------- | ---------------------------------------------- | ---- | ------- | ---- | ---------------------------- | --------------------- | ------------------------------------------------- |
| 24/09/2016 | Tournoi international SISTA-MMIT, Amsterdam    | Sat. | Fleuret | Ind. | Daniel Dosa                  | Alessandro Bertolazzi | Daniel Giacon Christopher Nagle                   |
| 25/09/2016 | Tournoi international SISTA-MMIT, Amsterdam    | Sat. | Sabre   | Ind. | Enver Yıldırım               | Francesco D'Armiento  | Cédric Boutet Falan Kennedy                       |
| 01/10/2016 | Tournoi de Genève, Genève                      | Sat. | Épée    | Ind. | Max Heinzer                  | Alexis Bayard         | Gabriel Bonferroni Nils Lemée                     |
| 08/10/2016 | Coupe d'Oslo, Oslo                             | Sat. | Épée    | Ind. | Karl Harmenberg              | Rubén Limardo         | Karol Kostka Jesús Limardo                        |
| 15/10/2016 | Tournoi satellite, Cancún                      | Sat. | Fleuret | Ind. | Andrea Baldini               | Martino Minuto        | Raul Arizaga Daniel Gómez                         |
| 15/10/2016 | Trophée de Belgrade, Belgrade                  | Sat. | Épée    | Ind. | Jesús Andrés Lugones Ruggeri | Alin Sbarcia          | Thomas Edwards Adrian Ciprian Szilágyi            |
| 16/10/2016 | Open des Flandres, Gand                        | Sat. | Sabre   | Ind. | Enver Yıldırım               | Maximilian Kindler    | Francesco D'Armiento Stefano Lucchetti            |
| 21/10/2016 | Coupe des Pharaons, Le Caire                   | CoM  | Fleuret | Ind. | Race Imboden                 | Alessio Foconi        | Andrea Cassarà Lorenzo Nista                      |
| 21/10/2016 | Coupe des Pharaons, Le Caire                   | CoM  | Fleuret | Éq.  | France                       | États-Unis            | Italie                                            |
| 28/10/2016 | Grand Prix de Berne, Berne                     | CoM  | Épée    | Ind. | Nikita Glazkov               | Satoru Uyama          | Bohdan Nikishyn Andrea Santarelli                 |
| 28/10/2016 | Grand Prix de Berne, Berne                     | CoM  | Épée    | Éq.  | France                       | Suisse                | Russie                                            |
| 30/10/2016 | Internationaux de Camden, Londres              | Sat. | Sabre   | Ind. | Geoffrey Loss                | William Deary         | Stefano Lucchetti Martin Nagy                     |
| 04/11/2016 | Coupe du monde, Dakar                          | CoM  | Sabre   | Ind. | Vincent Anstett              | Enrico Berrè          | Luca Curatoli Daryl Homer                         |
| 04/11/2016 | Coupe du monde, Dakar                          | CoM  | Sabre   | Éq.  | Iran                         | Italie                | Corée du Sud                                      |
| 11/11/2016 | Coupe du Prince Takamado, Tokyo                | CoM  | Fleuret | Ind. | Miles Chamley-Watson         | Giorgio Avola         | Erwann Le Péchoux Alessandro Paroli               |
| 11/11/2016 | Coupe du Prince Takamado, Tokyo                | CoM  | Fleuret | Éq.  | Russie                       | États-Unis            | Italie                                            |
| 12/11/2016 | Open d'Irlande, Dublin                         | Sat. | Épée    | Ind. | Harry Peck                   | Alin Sbarcia          | Liviu Dragomir Philippe Oberson                   |
| 18/11/2016 | Jockey Club Argentino, Buenos Aires            | CoM  | Épée    | Ind. | Park Sang-young              | Marco Fichera         | Yannick Borel Jean-Michel Lucenay                 |
| 18/11/2016 | Jockey Club Argentino, Buenos Aires            | CoM  | Épée    | Éq.  | Russie                       | France                | Hongrie                                           |
| 02/12/2016 | Grand Prix, Turin                              | GP   | Fleuret | Ind. | Alessio Foconi               | Alexander Massialas   | Kim Hyo-gon Enzo Lefort                           |
| 02/12/2016 | Coupe Gerevich-Kovács-Kárpáti, Györ            | CoM  | Sabre   | Ind. | Oh Sang-uk                   | Gu Bon-gil            | Boladé Apithy András Szatmári                     |
| 02/12/2016 | Coupe Gerevich-Kovács-Kárpáti, Györ            | CoM  | Sabre   | Éq.  | Italie                       | Corée du Sud          | Russie                                            |
| 09/12/2016 | Grand Prix du Qatar, Doha                      | GP   | Épée    | Ind. | Kweon Young-jun              | Alexandre Bardenet    | Jean-Michel Lucenay Nikolai Novosjolov            |
| 10/12/2016 | Tournoi satellite, Antalya                     | Sat. | Fleuret | Ind. | Alexander Tofalides          | Martino Minuto        | Engin Batuhan Menküer Alireiza Soleimani Varkaneh |
| 16/12/2016 | Grand Prix, Cancún                             | GP   | Sabre   | Ind. | Luigi Samele                 | Lee Jong-hyun         | Csanád Gémesi Ilya Motorin                        |
| 17/12/2016 | Tournoi satellite, Taipei                      | Sat. | Épée    | Ind. | Ho Sze Hou                   | Chen Tsung Lin        | Fong Kiu Lim Wei Wen                              |
| 18/12/2016 | Coupe Léon Paul, Londres                       | Sat. | Fleuret | Ind. | Alexander Choupenitch        | Martino Minuto        | Toshiya Saito Kenta Suzumura                      |
| 14/01/2017 | Coupe SAF, Stockholm                           | Sat. | Épée    | Ind. | Juri Salm                    | Kasper Roslander      | Grigori Beskin Bartlomiej Mancewicz               |
| 20/01/2017 | Challenge international de Paris, Paris        | CoM  | Fleuret | Ind. | Alexander Massialas          | Timur Safin           | Giorgio Avola Ha Tae-gyu                          |
| 20/01/2017 | Challenge international de Paris, Paris        | CoM  | Fleuret | Éq.  | Italie                       | France                | États-Unis                                        |
| 26/01/2017 | Coupe d'Heidenheim, Heidenheim an der Brenz    | CoM  | Épée    | Ind. | Park Kyoung-doo              | Yannick Borel         | Koki Kanō Máté Koch                               |
| 26/01/2017 | Coupe d'Heidenheim, Heidenheim an der Brenz    | CoM  | Épée    | Éq.  | Italie                       | France                | Ukraine                                           |
| 03/02/2017 | Trophée Luxardo, Padoue                        | CoM  | Sabre   | Ind. | András Szatmári              | Mojtaba Abedini       | Kim Jung-hwan Oh Sang-uk                          |
| 03/02/2017 | Trophée Luxardo, Padoue                        | CoM  | Sabre   | Éq.  | Corée du Sud                 | Italie                | Hongrie                                           |
| 03/02/2017 | Tournoi satellite, Barcelone                   | Sat. | Fleuret | Ind. | Carlos Llavador              | Martino Minuto        | Rhys Melia Alexander Tofalides                    |
| 10/02/2017 | Lion de Bonn, Bonn                             | CoM  | Fleuret | Ind. | Peter Joppich                | Enzo Lefort           | Race Imboden Timur Safin                          |
| 10/02/2017 | Lion de Bonn, Bonn                             | CoM  | Fleuret | Éq.  | France                       | Italie                | Russie                                            |
| 17/02/2017 | Coupe Peter Bakonyi, Vancouver                 | CoM  | Épée    | Ind. | Max Heinzer                  | Yunior Reytor Venet   | Yannick Borel Niko Vuorinen                       |
| 17/02/2017 | Coupe Peter Bakonyi, Vancouver                 | CoM  | Épée    | Éq.  | Tchéquie                     | Ukraine               | Italie                                            |
| 24/02/2017 | Sabre de Wołodyjowski, Varsovie                | CoM  | Sabre   | Ind. | Kim Jung-hwan                | Áron Szilágyi         | Csanád Gémesi Gu Bon-gil                          |
| 24/02/2017 | Sabre de Wołodyjowski, Varsovie                | CoM  | Sabre   | Éq.  | Roumanie                     | Italie                | Corée du Sud                                      |
| 18/03/2017 | Grand Prix, Long Beach                         | GP   | Fleuret | Ind. | Timur Safin                  | Alexander Massialas   | Giorgio Avola Daniele Garozzo                     |
| 18/03/2017 | Tournoi de Kupittaa, Turku                     | Sat. | Épée    | Ind. | Oleg Sokolov                 | Federico Bollati      | Gianfranco di Summa Niko Vuorinen                 |
| 19/03/2017 | Tournoi de Kupittaa, Turku                     | Sat. | Sabre   | Ind. | Enver Yıldırım               | José Quintero         | Pavel Galushkin Teddy Weller                      |
| 24/03/2017 | Grand Prix Westend, Budapest                   | GP   | Épée    | Ind. | Jung Jin-sun                 | Kazuyasu Minobe       | Park Kyoung-doo Andrea Santarelli                 |
| 31/03/2017 | Grand Prix, Séoul                              | GP   | Sabre   | Ind. | Kim Jung-hwan                | Vincent Anstett       | Luca Curatoli Benedikt Wagner                     |
| 05/05/2017 | Fleuret de Saint-Pétersboug, Saint-Pétersbourg | CoM  | Fleuret | Ind. | Daniele Garozzo              | Andrea Cassarà        | Cheung Ka Long Timur Safin                        |
| 05/05/2017 | Fleuret de Saint-Pétersboug, Saint-Pétersbourg | CoM  | Fleuret | Éq.  | France                       | Russie                | États-Unis                                        |
| 12/05/2017 | Challenge Monal, Paris                         | CoM  | Épée    | Ind. | Marco Fichera                | Yannick Borel         | Koki Kanō Karol Kostka                            |
| 12/05/2017 | Challenge Monal, Paris                         | CoM  | Épée    | Éq.  | Corée du Sud                 | Italie                | Japon                                             |
| 13/05/2017 | Tournoi satellite, San José                    | Sat. | Épée    | Ind. | Edoardo Munzone              | Eduardo García        | Arturo Isaac Dorati Ameglio Daniel Türkis         |
| 19/05/2017 | Grand Prix, Shanghai                           | GP   | Fleuret | Ind. | Richard Kruse                | Alessio Foconi        | Erwan Le Péchoux Dmitry Zherebchenko              |
| 19/05/2017 | Ville de Madrid, Madrid                        | CoM  | Sabre   | Ind. | Max Hartung                  | Eli Dershwitz         | András Szatmári Áron Szilágyi                     |
| 19/05/2017 | Ville de Madrid, Madrid                        | CoM  | Sabre   | Éq.  | Italie                       | Russie                | Hongrie                                           |
| 20/05/2017 | Coupe de St Duje, Split                        | Sat. | Épée    | Ind. | Alin Mitrică                 | Pascal Heidecker      | Lucian Ciovică Calum Maynard                      |
| 26/05/2017 | Grand Prix, Bogota                             | GP   | Épée    | Ind. | Bogdan Nikishin              | Marco Fichera         | Edoardo Munzone Park Kyoung-doo                   |
| 27/05/2017 | Internationaux de Trekanten, Copenhague        | Sat. | Fleuret | Ind. | Thomas Lerche Berg           | Guilherme Toldo       | Janderson Briceno Bogdan Dascalu                  |
| 28/05/2017 | Tournoi satellite, Reykjavik                   | Sat. | Sabre   | Ind. | Stefano Lucchetti            | Victor Contreras      | Sebastián Azolas Spencer Kuldell                  |
| 02/06/2017 | Sabre de Moscou, Moscou                        | GP   | Sabre   | Ind. | Luca Curatoli                | Gu Bon-gil            | Kim Jung-hwan Áron Szilágyi                       |
| 08/06/2017 | Championnats d'Afrique, Le Caire               | ChZ  | Épée    | Ind. | Ayman Fayez                  | Satya Gunput          | Alexandre Bouzaid Ahmed El Saghir                 |
| 08/06/2017 | Championnats d'Afrique, Le Caire               | ChZ  | Épée    | Éq.  | Égypte                       | Maroc                 | Sénégal                                           |
| 08/06/2017 | Championnats d'Afrique, Le Caire               | ChZ  | Fleuret | Ind. | Alaaeldin Abouelkassem       | Mohamed Samandi       | Mohamed Essam Jérémy Fafa Keryhuel                |
| 08/06/2017 | Championnats d'Afrique, Le Caire               | ChZ  | Fleuret | Éq.  | Égypte                       | Tunisie               | Afrique du Sud                                    |
| 08/06/2017 | Championnats d'Afrique, Le Caire               | ChZ  | Sabre   | Ind. | Farès Ferjani                | Hichem Samandi        | Iheb Ben Chaabane Ziad El Sissy                   |
| 08/06/2017 | Championnats d'Afrique, Le Caire               | ChZ  | Sabre   | Éq.  | Tunisie                      | Égypte                | Sénégal                                           |
| 12/06/2017 | Championnats d'Europe, Tbilissi                | ChZ  | Épée    | Ind. | Yannick Borel                | Paolo Pizzo           | Sergey Khodos Nikolai Novosjolov                  |
| 12/06/2017 | Championnats d'Europe, Tbilissi                | ChZ  | Épée    | Éq.  | Russie                       | Ukraine               | Tchéquie                                          |
| 12/06/2017 | Championnats d'Europe, Tbilissi                | ChZ  | Fleuret | Ind. | Daniele Garozzo              | Timur Safin           | Giorgio Avola Jérémy Cadot                        |
| 12/06/2017 | Championnats d'Europe, Tbilissi                | ChZ  | Fleuret | Éq.  | France                       | Russie                | Italie                                            |
| 12/06/2017 | Championnats d'Europe, Tbilissi                | ChZ  | Sabre   | Ind. | Max Hartung                  | Áron Szilágyi         | Luca Curatoli Sandro Bazadze                      |
| 12/06/2017 | Championnats d'Europe, Tbilissi                | ChZ  | Sabre   | Éq.  | Russie                       | Italie                | Hongrie                                           |
| 13/06/2017 | Championnats panaméricains, Montréal           | ChZ  | Épée    | Ind. | Rubén Limardo                | John Édison Rodríguez | Benjamin Bratton Alexandre Camargo                |
| 13/06/2017 | Championnats panaméricains, Montréal           | ChZ  | Épée    | Éq.  | Venezuela                    | Argentine             | Canada                                            |
| 13/06/2017 | Championnats panaméricains, Montréal           | ChZ  | Fleuret | Ind. | Race Imboden                 | Alexander Massialas   | Miles Chamley-Watson Gerek Meinhardt              |
| 13/06/2017 | Championnats panaméricains, Montréal           | ChZ  | Fleuret | Éq.  | États-Unis                   | Brésil                | Mexique                                           |
| 13/06/2017 | Championnats panaméricains, Montréal           | ChZ  | Sabre   | Ind. | Daryl Homer                  | Eli Dershwitz         | Joseph Polossifakis Jeff Spear                    |
| 13/06/2017 | Championnats panaméricains, Montréal           | ChZ  | Sabre   | Éq.  | États-Unis                   | Canada                | Venezuela                                         |
| 15/06/2017 | Championnats d'Asie, Hong Kong                 | ChZ  | Épée    | Ind. | Ruslan Kurbanov              | Park Kyoung-doo       | Jung Jin-sun Kweon Young-jun                      |
| 15/06/2017 | Championnats d'Asie, Hong Kong                 | ChZ  | Épée    | Éq.  | Corée du Sud                 | Chine                 | Japon                                             |
| 15/06/2017 | Championnats d'Asie, Hong Kong                 | ChZ  | Fleuret | Ind. | Ha Tae-gyu                   | Cheung Ka Long        | Chen Haiwei Son Young-ki                          |
| 15/06/2017 | Championnats d'Asie, Hong Kong                 | ChZ  | Fleuret | Éq.  | Chine                        | Corée du Sud          | Hong Kong                                         |
| 15/06/2017 | Championnats d'Asie, Hong Kong                 | ChZ  | Sabre   | Ind. | Gu Bon-gil                   | Mohammad Rahbari      | Kim Jun-ho Ali Pakdaman                           |
| 15/06/2017 | Championnats d'Asie, Hong Kong                 | ChZ  | Sabre   | Éq.  | Corée du Sud                 | Iran                  | Chine                                             |
| 19/07/2017 | Championnats du monde, Leipzig                 | ChM  | Épée    | Ind. | Paolo Pizzo                  | Nikolai Novosjolov    | András Redli Richard Schmidt                      |
| 19/07/2017 | Championnats du monde, Leipzig                 | ChM  | Épée    | Éq.  | France                       | Suisse                | Russie                                            |
| 19/07/2017 | Championnats du monde, Leipzig                 | ChM  | Fleuret | Ind. | Dmitry Zherebchenko          | Toshiya Saitō         | Daniele Garozzo Takahiro Shikine                  |
| 19/07/2017 | Championnats du monde, Leipzig                 | ChM  | Fleuret | Éq.  | Italie                       | États-Unis            | France                                            |
| 19/07/2017 | Championnats du monde, Leipzig                 | ChM  | Sabre   | Ind. | András Szatmári              | Gu Bon-gil            | Vincent Anstett Kamil Ibragimov                   |
| 19/07/2017 | Championnats du monde, Leipzig                 | ChM  | Sabre   | Éq.  | Corée du Sud                 | Hongrie               | Italie                                            |

### Dames
| Légende | Abrégé | Catégorie            |
|         | ChM    | Championnat du monde |
|         | ChZ    | Championnat de zone  |
|         | GP     | Grand Prix           |
|         | CoM    | Coupe du monde       |
|         | Sat.   | Tournoi satellite    |

| Date       | Nom et lieu du tournoi                                       | Cat. | Arme    | Type | Vainqueur                 | Finaliste            | Troisièmes                            |
| ---------- | ------------------------------------------------------------ | ---- | ------- | ---- | ------------------------- | -------------------- | ------------------------------------- |
| 25/09/2016 | Tournoi international SISTA-MMIT, Amsterdam                  | Sat. | Fleuret | Ind. | Fanny Kreiss              | Kata Kondricz        | Edina Knapek Flóra Pásztor            |
| 02/10/2016 | Tournoi de Genève, Genève                                    | Sat. | Épée    | Ind. | Alexandra Ndolo           | Coraline Vitalis     | Leonora Mackinnon Laura Stähli        |
| 09/10/2016 | Coupe d'Oslo, Oslo                                           | Sat. | Épée    | Ind. | Katrina Lehis             | Nelli Paju           | Kristina Kuusk Kamila Pytka           |
| 12/10/2016 | Tournoi satellite, Cancún                                    | Sat. | Fleuret | Ind. | Solène Butruille          | Marie Duchesne       | Julia Chrzanowska Julie Mienville     |
| 14/10/2016 | Coupe du monde, Cancún                                       | CoM  | Fleuret | Ind. | Arianna Errigo            | Elisa Vardaro        | Martina Batini Nicole Ross            |
| 14/10/2016 | Coupe du monde, Cancún                                       | CoM  | Fleuret | Éq.  | Italie                    | États-Unis           | Allemagne                             |
| 15/10/2016 | Trophée de Belgrade, Belgrade                                | Sat. | Épée    | Ind. | Raluca Cristina Sbarcia   | Joanna Halls         | Leonora Mackinnon Jovana Živanović    |
| 16/10/2016 | Open des Flandres, Gand                                      | Sat. | Sabre   | Ind. | Renáta Katona             | Mirabella Kelecsényi | Lea Krüger Brigitta Pentek            |
| 21/10/2016 | Glaive de Tallinn, Tallinn                                   | CoM  | Épée    | Ind. | Tatiana Logunova          | Violetta Kolobova    | Irina Embrich Renata Knapik-Miazga    |
| 21/10/2016 | Glaive de Tallinn, Tallinn                                   | CoM  | Épée    | Éq.  | Estonie                   | France               | Ukraine                               |
| 04/11/2016 | Challenge international de Saint-Maur, Saint-Maur-des-Fossés | CoM  | Fleuret | Ind. | Inna Deriglazova          | Nicole Ross          | Arianna Errigo Anastasia Ivanova      |
| 04/11/2016 | Challenge international de Saint-Maur, Saint-Maur-des-Fossés | CoM  | Fleuret | Éq.  | Italie                    | Russie               | États-Unis                            |
| 11/11/2016 | Coupe du monde, Suzhou                                       | CoM  | Épée    | Ind. | Anna van Brummen          | Dzhoan Feybi Bezhura | Tatiana Logunova Song Se-ra           |
| 11/11/2016 | Coupe du monde, Suzhou                                       | CoM  | Épée    | Éq.  | Ukraine                   | Corée du Sud         | Russie                                |
| 18/11/2016 | Trophée BNP Paribas, Orléans                                 | CoM  | Sabre   | Ind. | Manon Brunet              | Kim Ji-yeon          | Chika Aoki Norika Tamura              |
| 18/11/2016 | Trophée BNP Paribas, Orléans                                 | CoM  | Sabre   | Éq.  | Italie                    | Ukraine              | Hongrie                               |
| 02/12/2016 | Grand Prix, Turin                                            | GP   | Fleuret | Ind. | Lee Kiefer                | Nicole Ross          | Arianna Errigo Alice Volpi            |
| 09/12/2016 | Grand Prix du Qatar, Doha                                    | GP   | Épée    | Ind. | Sarra Besbes              | Violetta Kolobova    | Ewa Nelip Xu Nuo                      |
| 11/12/2016 | Tournoi satellite, Antalya                                   | Sat. | Fleuret | Ind. | Maria Boldor              | Mălina Călugăreanu   | Alina Rapynets Maria Ludmila Terni    |
| 16/12/2016 | Grand Prix, Cancún                                           | GP   | Sabre   | Ind. | Yana Egorian              | Anna Márton          | Cécilia Berder Kim Ji-yeon            |
| 17/12/2016 | Tournoi satellite, Taipei                                    | Sat. | Épée    | Ind. | Kong Man Wai              | Hsieh Sin Yan        | Kiria Tikanah Abdul Rahman Han Sin Yu |
| 13/01/2017 | Coupe du monde, Alger                                        | CoM  | Fleuret | Ind. | Ysaora Thibus             | Nam Hyun-hee         | Arianna Errigo Alice Volpi            |
| 13/01/2017 | Coupe du monde, Alger                                        | CoM  | Fleuret | Éq.  | Italie                    | Russie               | France                                |
| 15/01/2017 | Prix Rehbinder, Stockholm                                    | Sat. | Épée    | Ind. | Kristina Kuusk            | Julia Beljajeva      | Alexandra Ehler Ricarda Multerer      |
| 20/01/2017 | Ville de Barcelone, Barcelone                                | CoM  | Épée    | Ind. | Sun Yiwen                 | Irina Embrich        | Mélissa Goram Emese Szász             |
| 20/01/2017 | Ville de Barcelone, Barcelone                                | CoM  | Épée    | Éq.  | Chine                     | Estonie              | Russie                                |
| 27/01/2017 | Coupe du monde, New York                                     | CoM  | Sabre   | Ind. | Cécilia Berder            | Kim Ji-yeon          | Martina Criscio Irene Vecchi          |
| 27/01/2017 | Coupe du monde, New York                                     | CoM  | Sabre   | Éq.  | France                    | Corée du Sud         | Russie                                |
| 03/02/2017 | Coupe du monde, Gdańsk                                       | CoM  | Fleuret | Ind. | Svetlana Tripapina        | Pauline Ranvier      | Astrid Guyart Lee Kiefer              |
| 03/02/2017 | Coupe du monde, Gdańsk                                       | CoM  | Fleuret | Éq.  | Italie                    | France               | Russie                                |
| 04/02/2017 | Tournoi satellite, Cancún                                    | Sat. | Sabre   | Ind. | María Belén Pérez Maurice | Tania Arrayales      | Eileen Grench Marissa Ponich          |
| 10/02/2017 | Trophée Carroccio, Legnano                                   | CoM  | Épée    | Ind. | Julia Beljajeva           | Lauren Rembi         | Sarra Besbes Dzhoan Feybi Bezhura     |
| 10/02/2017 | Trophée Carroccio, Legnano                                   | CoM  | Épée    | Éq.  | Chine                     | Estonie              | Corée du Sud                          |
| 17/02/2017 | Coupe Akropolis, Athènes                                     | CoM  | Sabre   | Ind. | Anna Márton               | Manon Brunet         | Kim Ji-yeon Charlotte Lembach         |
| 17/02/2017 | Coupe Akropolis, Athènes                                     | CoM  | Sabre   | Éq.  | Russie                    | Corée du Sud         | Italie                                |
| 18/03/2017 | Grand Prix, Long Beach                                       | GP   | Fleuret | Ind. | Lee Kiefer                | Marta Martyanova     | Inna Deriglazova Arianna Errigo       |
| 19/03/2017 | Tournoi de Kupittaa, Turku                                   | Sat. | Épée    | Ind. | Nelli Paju                | Kristina Kuusk       | Åsa Linde Paula Schmidl               |
| 19/03/2017 | Tournoi de Kupittaa, Turku                                   | Sat. | Sabre   | Ind. | Iryna Shchukla            | Kate Daykin          | Emily Ruaux Amber White               |
| 24/03/2017 | Grand Prix Westend, Budapest                                 | GP   | Épée    | Ind. | Rossella Fiamingo         | Choi In-jeong        | Julia Beljajeva Ayaka Shimōkawa       |
| 24/03/2017 | Coupe du monde, Yangzhou                                     | CoM  | Sabre   | Ind. | Manon Brunet              | Sara Balzer          | Martina Criscio Mariel Zagunis        |
| 24/03/2017 | Coupe du monde, Yangzhou                                     | CoM  | Sabre   | Éq.  | États-Unis                | France               | Italie                                |
| 31/03/2017 | Grand Prix, Séoul                                            | GP   | Sabre   | Ind. | Yana Egorian              | Anna Márton          | Cécilia Berder Martina Criscio        |
| 28/04/2017 | Coupe Reinhold-Würth, Tauberbischofsheim                     | CoM  | Fleuret | Ind. | Lee Kiefer                | Arianna Errigo       | Inna Deriglazova Carolin Golubytskyi  |
| 28/04/2017 | Coupe Reinhold-Würth, Tauberbischofsheim                     | CoM  | Fleuret | Éq.  | Italie                    | Allemagne            | France                                |
| 29/04/2017 | Coupe Léon Paul, Sheffield                                   | Sat. | Épée    | Ind. | Danielle Lawson           | Jessica Gundry       | Olga Mizera Katrina Smith             |
| 05/05/2017 | Coupe du monde, Rio de Janeiro                               | CoM  | Épée    | Ind. | Kristina Kuusk            | Alexandra Ndolo      | Erika Kirpu Ewa Nelip                 |
| 05/05/2017 | Coupe du monde, Rio de Janeiro                               | CoM  | Épée    | Éq.  | Italie                    | Russie               | Chine                                 |
| 12/05/2017 | Coupe du monde, Tunis                                        | CoM  | Sabre   | Ind. | Olha Kharlan              | Anna Márton          | Manon Brunet Yana Egorian             |
| 12/05/2017 | Coupe du monde, Tunis                                        | CoM  | Sabre   | Éq.  | Italie                    | Pologne              | France                                |
| 13/05/2017 | Tournoi satellite, Sofia                                     | Sat. | Épée    | Ind. | Pauline Brunner           | Monika Sozanska      | Oriana Tovar Karaindros Dilara Ünal   |
| 19/05/2017 | Grand Prix, Shanghai                                         | GP   | Fleuret | Ind. | Martina Batini            | Inna Deriglazova     | Ysaora Thibus Svetlana Tripapina      |
| 20/05/2017 | Coupe de St Duje, Split                                      | Sat. | Épée    | Ind. | Leonora Mackinnon         | Ana Mesić            | Cindy Gao Tončica Topić               |
| 26/05/2017 | Grand Prix, Bogota                                           | GP   | Épée    | Ind. | Emese Szász               | Kong Man Wai         | Alberta Santuccio Shin A-lam          |
| 27/05/2017 | Tournoi satellite, Reykjavik                                 | Sat. | Sabre   | Ind. | Bhavani Devi Chadalavada  | Sarah-Jane Hampson   | Alexis Browne Jessica Corby           |
| 27/05/2017 | Internationaux de Trekanten, Copenhague                      | Sat. | Fleuret | Ind. | Marta Cammilletti         | Claudia Borella      | Mălina Călugăreanu Maia Weintraub     |
| 02/06/2017 | Sabre de Moscou, Moscou                                      | GP   | Sabre   | Ind. | Charlotte Lembach         | Anna Márton          | Caroline Queroli Bianca Pascu         |
| 08/06/2017 | Championnats d'Afrique, Le Caire                             | ChZ  | Épée    | Ind. | Gbahi Gwladys Sakoa       | Salwa Gaber          | Shirwit Gaber Maya Mansouri           |
| 08/06/2017 | Championnats d'Afrique, Le Caire                             | ChZ  | Épée    | Éq.  | Tunisie                   | Égypte               | Afrique du Sud                        |
| 08/06/2017 | Championnats d'Afrique, Le Caire                             | ChZ  | Fleuret | Ind. | Inès Boubakri             | Yara El Sharkawy     | Anissa Khelfaoui Noura Mohamed        |
| 08/06/2017 | Championnats d'Afrique, Le Caire                             | ChZ  | Fleuret | Éq.  | Égypte                    | Algérie              | Tunisie                               |
| 08/06/2017 | Championnats d'Afrique, Le Caire                             | ChZ  | Sabre   | Ind. | Azza Besbes               | Yosra Ghrairi        | Mariam Ahmed Logayn Faramawe          |
| 08/06/2017 | Championnats d'Afrique, Le Caire                             | ChZ  | Sabre   | Éq.  | Égypte                    | Tunisie              | Sénégal                               |
| 12/06/2017 | Championnats d'Europe, Tbilissi                              | ChZ  | Épée    | Ind. | Violetta Kolobova         | Alexandra Ndolo      | Julia Beljajeva Emese Szász-Kovács    |
| 12/06/2017 | Championnats d'Europe, Tbilissi                              | ChZ  | Épée    | Éq.  | France                    | Russie               | Roumanie                              |
| 12/06/2017 | Championnats d'Europe, Tbilissi                              | ChZ  | Fleuret | Ind. | Arianna Errigo            | Inna Deriglazova     | Ysaora Thibus Alice Volpi             |
| 12/06/2017 | Championnats d'Europe, Tbilissi                              | ChZ  | Fleuret | Éq.  | Italie                    | Russie               | Allemagne                             |
| 12/06/2017 | Championnats d'Europe, Tbilissi                              | ChZ  | Sabre   | Ind. | Teodora Kakhiani          | Rossella Gregorio    | Bianca Pascu Liza Pusztai             |
| 12/06/2017 | Championnats d'Europe, Tbilissi                              | ChZ  | Sabre   | Éq.  | Italie                    | Russie               | France                                |
| 13/06/2017 | Championnats panaméricains, Montréal                         | ChZ  | Épée    | Ind. | Kelley Hurley             | Courtney Hurley      | Katharine Holmes Nathalie Moellhausen |
| 13/06/2017 | Championnats panaméricains, Montréal                         | ChZ  | Épée    | Éq.  | États-Unis                | Canada               | Brésil                                |
| 13/06/2017 | Championnats panaméricains, Montréal                         | ChZ  | Fleuret | Ind. | Lee Kiefer                | Sabrina Massialas    | Margaret Lu Nicole Ross               |
| 13/06/2017 | Championnats panaméricains, Montréal                         | ChZ  | Fleuret | Éq.  | États-Unis                | Canada               | Brésil                                |
| 13/06/2017 | Championnats panaméricains, Montréal                         | ChZ  | Sabre   | Ind. | Paola Pliego              | Julieta Toledo       | Marissa Ponich Shia Rodríguez         |
| 13/06/2017 | Championnats panaméricains, Montréal                         | ChZ  | Sabre   | Éq.  | Mexique                   | États-Unis           | Venezuela                             |
| 15/06/2017 | Championnats d'Asie, Hong Kong                               | ChZ  | Épée    | Ind. | Kang Young-mi             | Kong Man Wai         | Sun Yiwen Zhu Mingye                  |
| 15/06/2017 | Championnats d'Asie, Hong Kong                               | ChZ  | Épée    | Éq.  | Chine                     | Corée du Sud         | Japon                                 |
| 15/06/2017 | Championnats d'Asie, Hong Kong                               | ChZ  | Fleuret | Ind. | Huo Xingxin               | Nam Hyun-hee         | Jeon Hee-sook Minami Kano             |
| 15/06/2017 | Championnats d'Asie, Hong Kong                               | ChZ  | Fleuret | Éq.  | Corée du Sud              | Japon                | Chine                                 |
| 15/06/2017 | Championnats d'Asie, Hong Kong                               | ChZ  | Sabre   | Ind. | Kim Ji-yeon               | Seo Ji-yeon          | Misaki Emura Xu Yiting                |
| 15/06/2017 | Championnats d'Asie, Hong Kong                               | ChZ  | Sabre   | Éq.  | Chine                     | Corée du Sud         | Japon                                 |
| 19/07/2017 | Championnats du monde, Leipzig                               | ChM  | Épée    | Ind. | Tatyana Gudkova           | Ewa Nelip            | Julia Beljajeva Olena Kryvytska       |
| 19/07/2017 | Championnats du monde, Leipzig                               | ChM  | Épée    | Éq.  | Estonie                   | Chine                | Pologne                               |
| 19/07/2017 | Championnats du monde, Leipzig                               | ChM  | Fleuret | Ind. | Inna Deriglazova          | Alice Volpi          | Arianna Errigo Ysaora Thibus          |
| 19/07/2017 | Championnats du monde, Leipzig                               | ChM  | Fleuret | Éq.  | Italie                    | États-Unis           | Russie                                |
| 19/07/2017 | Championnats du monde, Leipzig                               | ChM  | Sabre   | Ind. | Olha Kharlan              | Azza Besbes          | Cécilia Berder Irene Vecchi           |
| 19/07/2017 | Championnats du monde, Leipzig                               | ChM  | Sabre   | Éq.  | Italie                    | Corée du Sud         | France                                |

## Classements généraux

### Épée
| Rang | Nom                | Points |
| ---- | ------------------ | ------ |
| 1    | Yannick Borel      | 166    |
| 2    | Paolo Pizzo        | 159    |
| 3    | Nikolai Novosjolov | 158    |
| 4    | Marco Fichera      | 157    |
| 5    | Park Kyoung-doo    | 157    |

| Rang | Nom          | Points |
| ---- | ------------ | ------ |
| 1    | France       | 362    |
| 2    | Russie       | 299    |
| 3    | Italie       | 280    |
| 4    | Corée du Sud | 272    |
| 5    | Suisse       | 268    |

| Rang | Nom                | Points |
| ---- | ------------------ | ------ |
| 1    | Violetta Kolobova  | 168    |
| 2    | Julia Beljajeva    | 164    |
| 3    | Ewa Nelip          | 162    |
| 4    | Tatiana Logunova   | 153    |
| 5    | Emese Szász-Kovács | 132    |

| Rang | Nom          | Points |
| ---- | ------------ | ------ |
| 1    | Chine        | 372    |
| 2    | Estonie      | 368    |
| 3    | Corée du Sud | 276    |
| 4    | France       | 270    |
| 5    | Russie       | 268    |

### Fleuret
| Rang | Nom                 | Points |
| ---- | ------------------- | ------ |
| 1    | Alexander Massialas | 201    |
| 2    | Daniele Garozzo     | 200    |
| 3    | Timur Safin         | 194    |
| 4    | Alessio Foconi      | 174    |
| 5    | Race Imboden        | 167    |

| Rang | Nom          | Points |
| ---- | ------------ | ------ |
| 1    | France       | 388    |
| 2    | Italie       | 364    |
| 3    | États-Unis   | 352    |
| 4    | Russie       | 312    |
| 5    | Corée du Sud | 242    |

| Rang | Nom              | Points |
| ---- | ---------------- | ------ |
| 1    | Inna Deriglazova | 254    |
| 2    | Arianna Errigo   | 236    |
| 3    | Lee Kiefer       | 230    |
| 4    | Alice Volpi      | 195    |
| 5    | Ysaora Thibus    | 177    |

| Rang | Nom        | Points |
| ---- | ---------- | ------ |
| 1    | Italie     | 448    |
| 2    | États-Unis | 332    |
| 3    | Russie     | 312    |
| 4    | France     | 264    |
| 5    | Allemagne  | 260    |

### Sabre
| Rang | Nom             | Points |
| ---- | --------------- | ------ |
| 1    | Gu Bon-gil      | 231    |
| 2    | Luca Curatoli   | 189    |
| 3    | András Szatmári | 188    |
| 4    | Áron Szilágyi   | 163    |
| 5    | Vincent Anstett | 161    |

| Rang | Nom          | Points |
| ---- | ------------ | ------ |
| 1    | Corée du Sud | 388    |
| 2    | Italie       | 364    |
| 3    | Hongrie      | 296    |
| 4    | Iran         | 272    |
| 5    | Russie       | 268    |

| Rang | Nom            | Points |
| ---- | -------------- | ------ |
| 1    | Anna Márton    | 197    |
| 2    | Cécilia Berder | 183    |
| 3    | Kim Ji-yeon    | 181    |
| 4    | Manon Brunet   | 158    |
| 5    | Yana Egorian   | 148    |

| Rang | Nom          | Points |
| ---- | ------------ | ------ |
| 1    | Italie       | 400    |
| 2    | Corée du Sud | 317    |
| 3    | France       | 312    |
| 4    | Russie       | 280    |
| 5    | États-Unis   | 264    |

## Statistiques
Tableaux des médailles masculin et féminin global des épreuves de coupe du monde, hors tournois satellites et continentaux. 
| Rang  | Nation       | Or | Argent | Bronze | Total |
| ----- | ------------ | -- | ------ | ------ | ----- |
| 1     | Italie       | 9  | 12     | 14     | 35    |
| 2     | Corée du Sud | 9  | 4      | 10     | 23    |
| 3     | France       | 5  | 8      | 8      | 21    |
| 4     | Russie       | 4  | 3      | 7      | 14    |
| 5     | États-Unis   | 3  | 5      | 4      | 12    |
| 6     | Allemagne    | 2  | 0      | 1      | 3     |
| 7     | Hongrie      | 1  | 1      | 10     | 12    |
| 8     | Ukraine      | 1  | 1      | 2      | 4     |
| 9     | Iran         | 1  | 1      | 0      | 2     |
| 9     | Suisse       | 1  | 1      | 0      | 2     |
| Total | Total        | 39 | 39     | 63     | 141   |

| Rang  | Nation       | Or | Argent | Bronze | Total |
| ----- | ------------ | -- | ------ | ------ | ----- |
| 1     | Italie       | 11 | 2      | 14     | 27    |
| 2     | France       | 6  | 7      | 11     | 24    |
| 3     | Russie       | 6  | 7      | 10     | 23    |
| 4     | États-Unis   | 5  | 3      | 4      | 12    |
| 5     | Estonie      | 3  | 3      | 3      | 9     |
| 6     | Chine        | 3  | 0      | 2      | 5     |
| 7     | Hongrie      | 2  | 4      | 2      | 8     |
| 8     | Ukraine      | 2  | 2      | 2      | 6     |
| 9     | Tunisie      | 1  | 0      | 1      | 2     |
| 10    | Corée du Sud | 0  | 7      | 5      | 12    |
| Total | Total        | 39 | 39     | 63     | 141   |